# Dolmen von Men-Gouarec

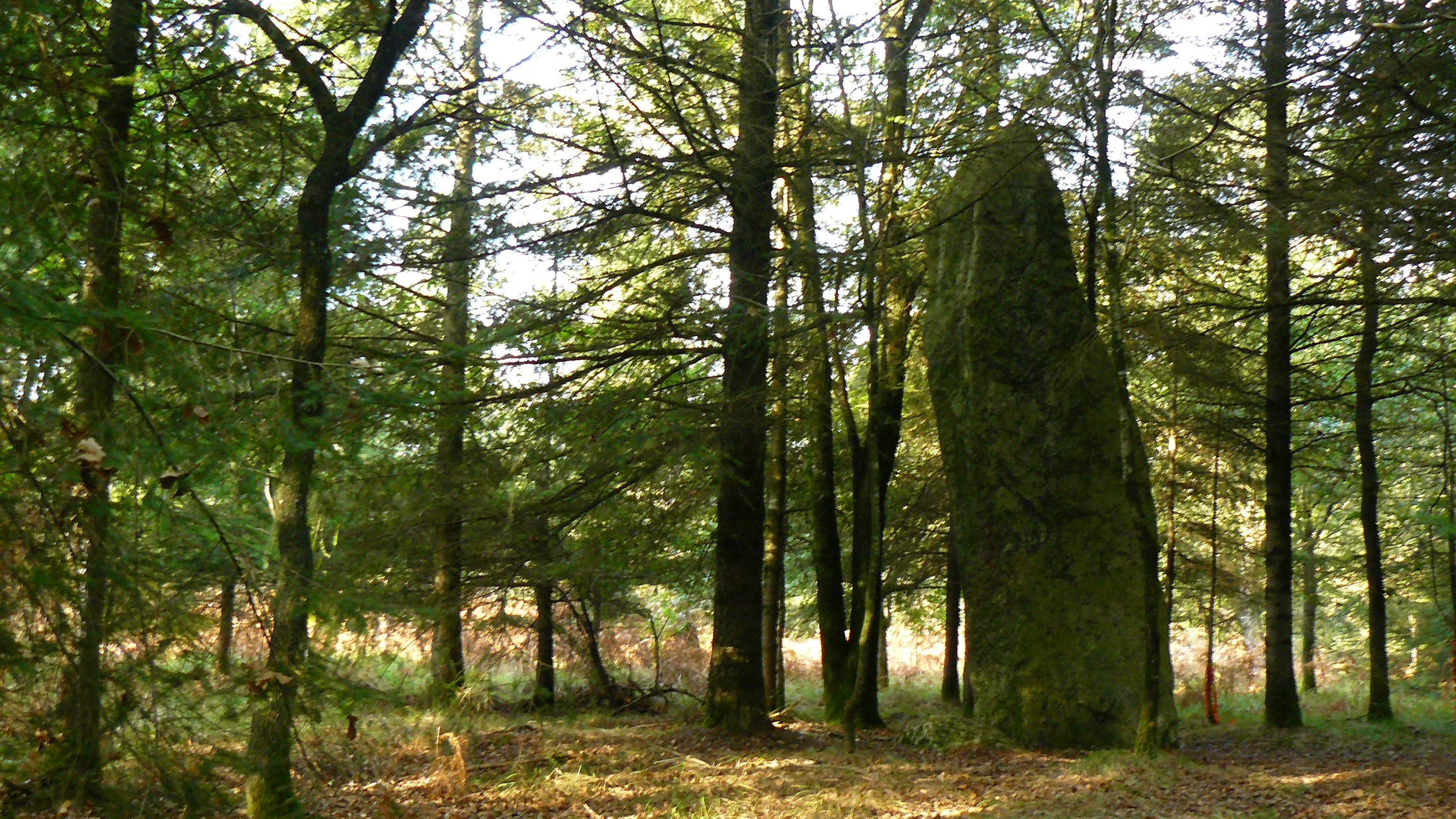
Menhir von Colého

Der Dolmen von Men-Gouarec (auch Men-Gouarec'h, Mein Gouarec oder Pierre courbée genannt) liegt in einem Feld, etwa 200 m südlich der Straße „Route de Colpo“, bei Botquenno, nordwestlich von Plaudren bei Vannes im Département Morbihan in der Bretagne in Frankreich.
Die Allée couverte ist etwa 5,7 Meter lang und besteht aus acht Tragsteinen und einer in situ befindlichen Deckenplatte. Auf dem hinteren Stein befinden sich Felsritzungen von Brüsten. Der Rand des ehemals von einer niedrigen Mauer gefassten Hügels ist noch erkennbar.
Die Funde bestehen aus Keramikfragmenten, Abschlägen, Klingen und Schabern aus Feuerstein und einer Doleritaxt.
In der Nähe befinden sich der Menhir von Colého und das Camp Romain de Kertloc'h.